# Slap Ouzoud
Slap Ouzoud (berbersko ⵉⵎⵓⵣⵣⴰⵔ ⵏ ⵡⵓⵥⵓⴷ, latinizirano: Imuzzar n wuẓuḍ, francosko Cascades d'Ouzoud) je skupno ime za večstopenjski slap na Oued Tissakht v provinci Azilal v Maroku. Slap se izliva v sotesko reke El-Abid (arabsko za 'reka sužnjev'). Priljubljena turistična destinacija je 36 kilometrov oddaljena od mesta Azilal in 150 kilometrov od Marakeša.
Ouzoud je beseda za 'oljko' v regionalnem berberskem jeziku in se nanaša na različne mline za olje in žito v bližini slapa.

## Opis
Ta spektakularen slap, ki velja za enega najvišjih in najlepših v Maroku, nad katerim pogosto prevladuje mavrica, leži v podeželski zeleni oazi, podobni vadiju/dolini iz rdečega peščenjaka, poraščeni z oljčnimi nasadi, mandljevci, figami in drugimi rožičevci.
Voda pada v več kaskadah 110 m čez rdeče skale in se izliva v jezerce. Bregovi slapa so pokriti s figami in džungli podobnimi lianami. Do vrha slapa vodi pešpot in po desni strani slapa strma pot. Na dnu lahko prečkate reko z majhnim trajektom in se vrnete po stopnicah po običajni poti.

## Razno
Nad slapom je nekaj mlinov, ki še vedno delujejo. Barberske makake (Macaca sylvanus) lahko opazujemo podnevi in v mraku.